# Distribució logit-normal
En teoria de la probabilitat, una distribució logit-normal és una distribució de probabilitat d'una variable aleatòria el logit de la qual té una distribució normal. Si Y és una variable aleatòria amb una distribució normal, i t és la funció logística estàndard, aleshores X = t (Y) té una distribució logit-normal; de la mateixa manera, si X es distribueix logit-normalment, aleshores Y = logit (X)= log (X /(1- X)) es distribueix normalment. També es coneix com a distribució logística normal, que sovint es refereix a una versió logit multinomial (per exemple,).
Una variable es pot modelar com a logit-normal si és una proporció, que està limitada per zero i un, i on mai es produeixen valors de zero i u.

## Caracterització

### Funció de densitat de probabilitat
La funció de densitat de probabilitat (PDF) d'una distribució logit-normal, per a 0 < x < 1, és:
{\displaystyle f_{X}(x;\mu ,\sigma )={\frac {1}{\sigma {\sqrt {2\pi }}}}\,{\frac {1}{x(1-x)}}\,e^{-{\frac {(\operatorname {logit} (x)-\mu )^{2}}{2\sigma ^{2}}}}}
on μ i σ són la mitjana i la desviació estàndard del logit de la variable (per definició, el logit de la variable es distribueix normalment).

### Ús en anàlisi estadística
La distribució normal logística és una alternativa més flexible a la distribució de Dirichlet, ja que pot capturar correlacions entre components dels vectors de probabilitat. També té el potencial de simplificar les anàlisis estadístiques de dades de composició permetent respondre preguntes sobre les relacions logarítmiques dels components dels vectors de dades. Sovint s'interessen les proporcions més que els valors absoluts dels components.
El símplex de probabilitat és un espai acotat, fent tècniques estàndard que normalment s'apliquen als vectors {\displaystyle \mathbb {R} ^{n}} menys significatiu. Aitchison va descriure el problema de les correlacions negatives espúries quan s'aplicava aquests mètodes directament a vectors simplicials. Tanmateix, mapejar les dades de composició a {\displaystyle {\mathcal {S}}^{D}} a través de la inversa de la transformació logística additiva s'obté dades de valor real {\displaystyle \mathbb {R} ^{D-1}}. Es poden aplicar tècniques estàndard a aquesta representació de les dades. Aquest enfocament justifica l'ús de la distribució logística normal, que per tant es pot considerar com la "Gaussiana del simplex".